# Sosthène Léopold Bayemi Matjei

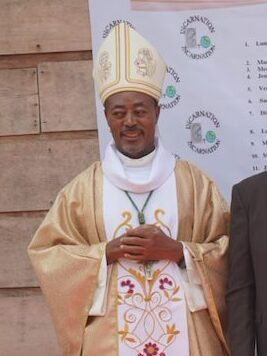
Sosthène Léopold Bayemi Matjei, 2024

Sosthène Léopold Bayemi Matjei (* 26. Dezember 1964 in Matomb, Kamerun) ist ein kamerunischer römisch-katholischer Geistlicher und Bischof von Obala.

## Leben
Sosthène Léopold Bayemi Matjei empfing am 12. Februar 1994 das Sakrament der Priesterweihe für das Bistum Eséka.
Am 3. Dezember 2009 ernannte ihn Papst Benedikt XVI. zum Bischof von Obala. Der Erzbischof von Yaoundé, Simon-Victor Tonyé Bakot, spendete ihm am 2. Februar 2010 die Bischofsweihe; Mitkonsekratoren waren der Bischof von Edéa, Jean-Bosco Ntep, und sein Vorgänger im Amt, Jérôme Owono-Mimboe.